# قرار إداري (فلم)
قرار إداري (بالإنجليزية:Executive Decision) فيلم أمريكي من نمط الإثارة، انتج سنة 1996 من قبل شركة وارنر برذرز، ويتحدث الفيلم عن قيام إرهابيين بخطف طائرة بوينغ 747 كانت متجهة إلى الولايات المتحدة الأمريكية ، وتقوم القوات الجوية الأمريكية بإنقاذ الرهائن من خاطفيهم.

## أرباح بوكس أوفيس
- ربح الفيلم ما قيمته 56,569,216 دولار.

## وصلات خارجية
- الموقع الرسمي
- مقالات تستعمل روابط فنية بلا صلة مع ويكي بيانات